# 坪山云巴1号线
坪山云巴1号线，原名坪山云轨旅游专线试验线，为深圳市坪山区一条运营中的膠輪導向路面電車路線，採用比亞迪的雲巴技術，起自坪山高铁站，終至比亚迪北站，共设车站11个，全长8.506公里，于2022年12月28日通车。

## 概况
1号线一期工程项目，该项目线路起于坪山高铁站，中途经过万科金域站、六馆一城站、坪山区委站、区委二办站（换乘深圳地铁14号线）、大工业区站、燕子岭站、黄果坜站、三洋湖站、江岭站（换乘深圳地铁16号线），至终点站比亚迪路站，预留远期延伸至聚龙山的条件。线路全线位于坪山区范围内，全长8.7公里，采用高架敷设方式，设站11座，其中换乘站3座。平均站间距0.81公里。
本线原规划初期暂不设车辆段及停车场，仅设停车线与比亚迪园区内连接，后变更为在坪山中心公园北部，文化聚落站东侧增建中心公园停车场，车辆检测维修事宜由比亚迪轨道事业部负责。
由于比亚迪研制出噪声影响更小的云巴系统，因而向市政府申请将坪山旅游专线试验线一期项目的制式由云轨更换为云巴，在该项目更换为云巴前，该项目曾因施工对金牛西路封闭半年。

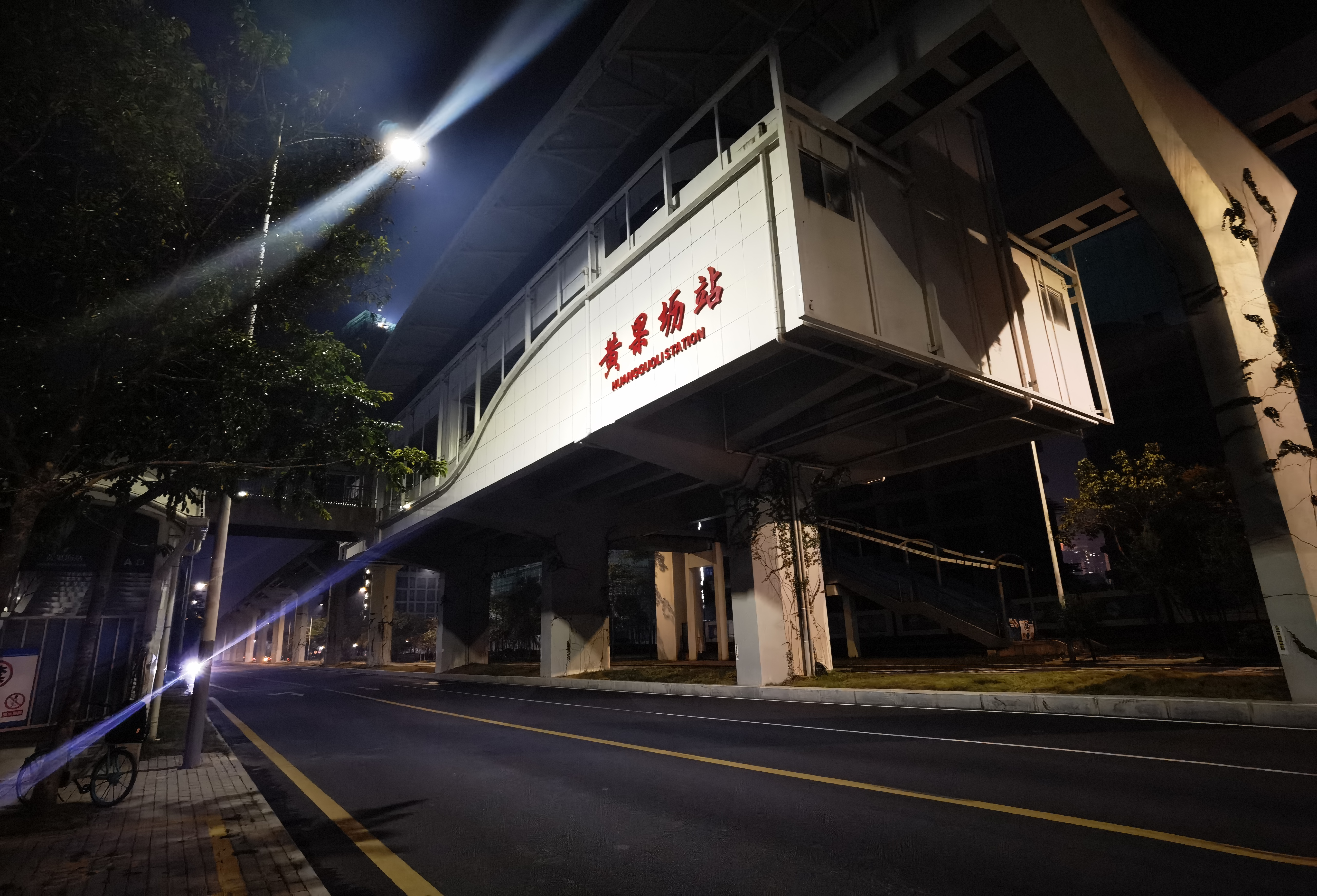
未开通前的黄果坜站（现未来城站）

## 历史
2017年4月，深圳市人民政府常务会议审议深圳市发展改革委员会《关于审议坪山、大鹏云轨旅游专线试验线规划建设有关事项的请示》，会议原则同意以坪山区先期建设云轨旅游专线试验线。
2018年9月，深圳市人民政府召开会议，同意将云轨旅游专线试验线从云轨换成云巴。
2019年，深圳市坪山区开始推进云巴的建设。同年，深圳市人大代表、比亚迪中央研究院院长宫清提出，坪山云巴项目应加快审批，并建议制定深圳市关于胶轮有轨电车运营的暂行管理办法。
2020年1月，深圳市坪山区提出完成云巴1号线一期建设的目标。
2020年4月30日，坪山云巴1号线环评获批，燕子岭站至黄果坜站区间轨通。
2020年8月，坪山云巴的拥有者及运营者——深圳市东部城市轨道交通投资建设有限公司揭牌成立。
2020年10月28日，坪山云巴1号线主体完工，即将试车。
2021年12月10日，坪山云巴一期工程综合车场封顶。
2022年6月20日，坪山云巴一期全线轨通。
2022年7月21日，坪山云巴1号线全线电通。
2022年12月18日，坪山云巴1号线通过初期运营前安全评估。
2022年12月28日，坪山云巴1号线开通运营。

## 车站
云巴車站俱為架空車站，採用遠程監控設計，車站不設職員。
| 车站名称      | 英文名称                            | 所在区域 | 启用日期       | 接驳车站                                                                   | 月台类型     |
| ------------- | ----------------------------------- | -------- | -------------- | -------------------------------------------------------------------------- | ------------ |
| 坪山云巴1号线 |                                     |          |                |                                                                            |              |
| 坪山高铁站    | Pingshan High-speed Railway Station | 坪山區   | 2022年12月28日 | 坪山站：█16号线、深大城际（建设中）、深惠城际大鹏支线（建设中） 深圳坪山站 | 高架岛式月台 |
| 站前路东      | Zhanqian Road East                  | 坪山區   | 2022年12月28日 |                                                                            | 高架岛式月台 |
| 文化聚落      | Culture Center                      | 坪山區   | 2022年12月28日 |                                                                            | 高架岛式月台 |
| 坪山中心      | Pingshan Center                     | 坪山區   | 2022年12月28日 | █14号线                                                                    | 高架岛式月台 |
| 中芯国际      | Zhongxinguoji                       | 坪山區   | 2022年12月28日 |                                                                            | 高架岛式月台 |
| 综合保税区    | Bonded Area                         | 坪山區   | 2022年12月28日 |                                                                            | 高架岛式月台 |
| 燕子岭        | Yanziling                           | 坪山區   | 2022年12月28日 | █19号线（建设中）                                                          | 高架岛式月台 |
| 未来城        | Future City                         | 坪山區   | 2022年12月28日 |                                                                            | 高架岛式月台 |
| 自然博物馆西  | Natural History Museum West         | 坪山區   | 2022年12月28日 |                                                                            | 高架岛式月台 |
| 龙背          | Longbei                             | 坪山區   | 2022年12月28日 | 东纵纪念馆站：█16号线                                                      | 高架岛式月台 |
| 比亚迪北      | BYD North                           | 坪山區   | 2022年12月28日 |                                                                            | 高架岛式月台 |

## 票务及票价
坪山云巴1号线沿线设置人脸识别自助票务处理机（生物识别+无感支付）。同时支持电子乘车码、纸质单程票、深圳通等多种检票方式。
坪山云巴1号线按里程分段计价。4公里（含）内2元；4公里至8公里（含）3元；8公里至12公里（含）4元；12公里至18公里（含）5元；18公里至24公里（含）6元。
使用“深圳通”乘车给予9.5折优惠（儿童乘车卡、学生卡除外），在乘车刷卡后90分钟内，在坪山云巴、深圳地铁、龙华现代有轨电车、常规公交之间换乘，可享受0.4元/人次的换乘优惠。

## 图集

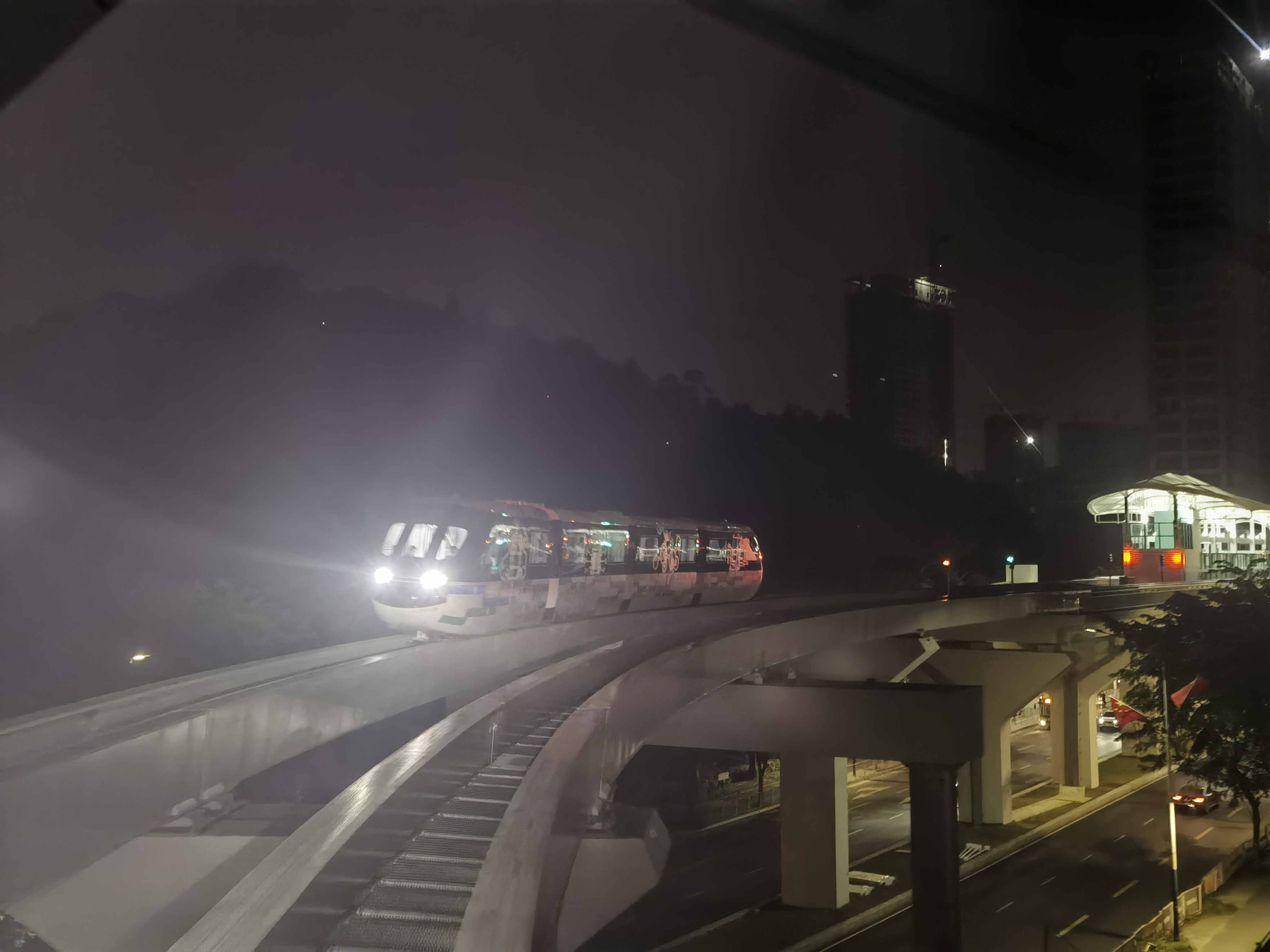
云巴列车轨道
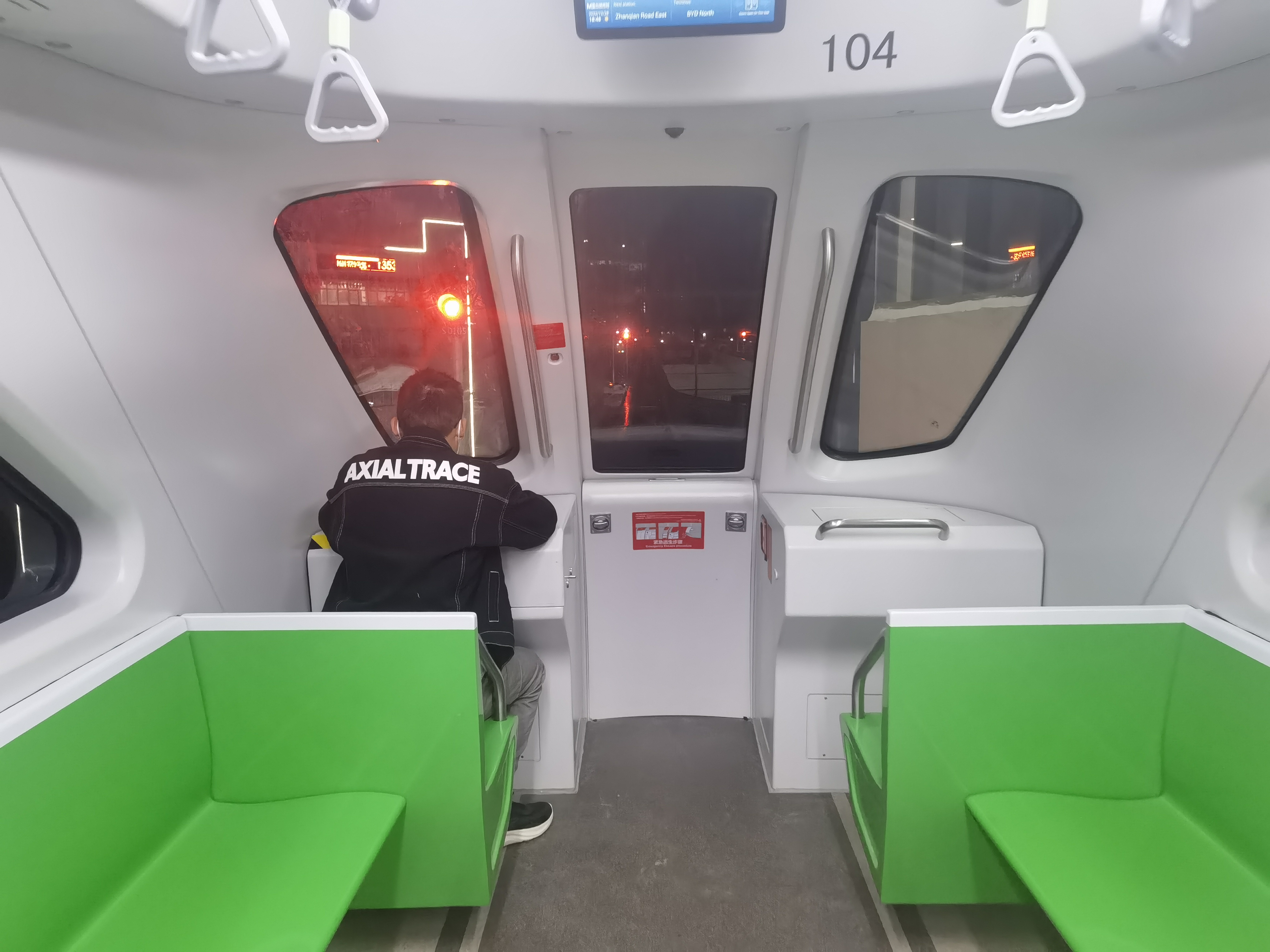
云巴车头内部
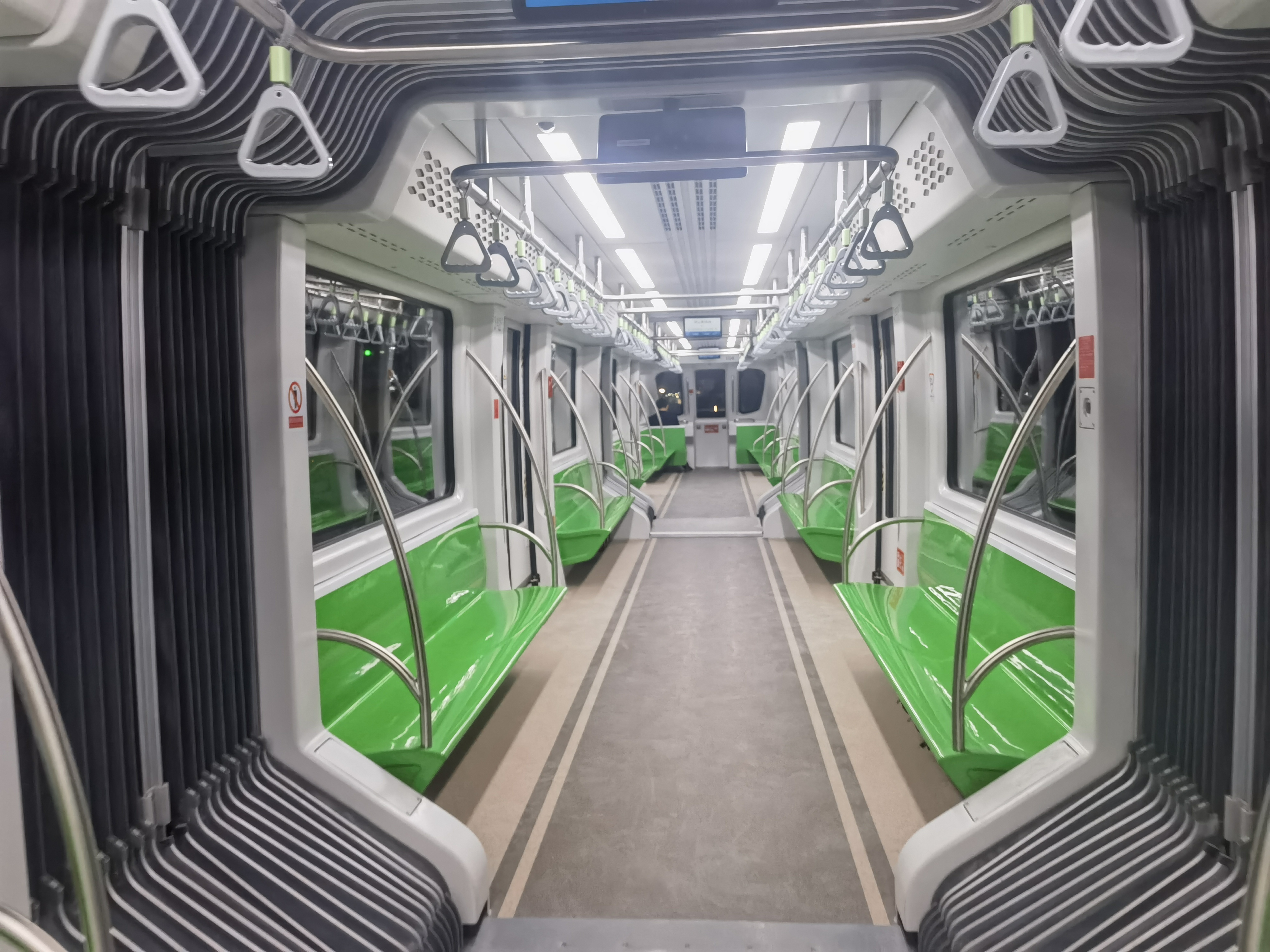
车厢内部
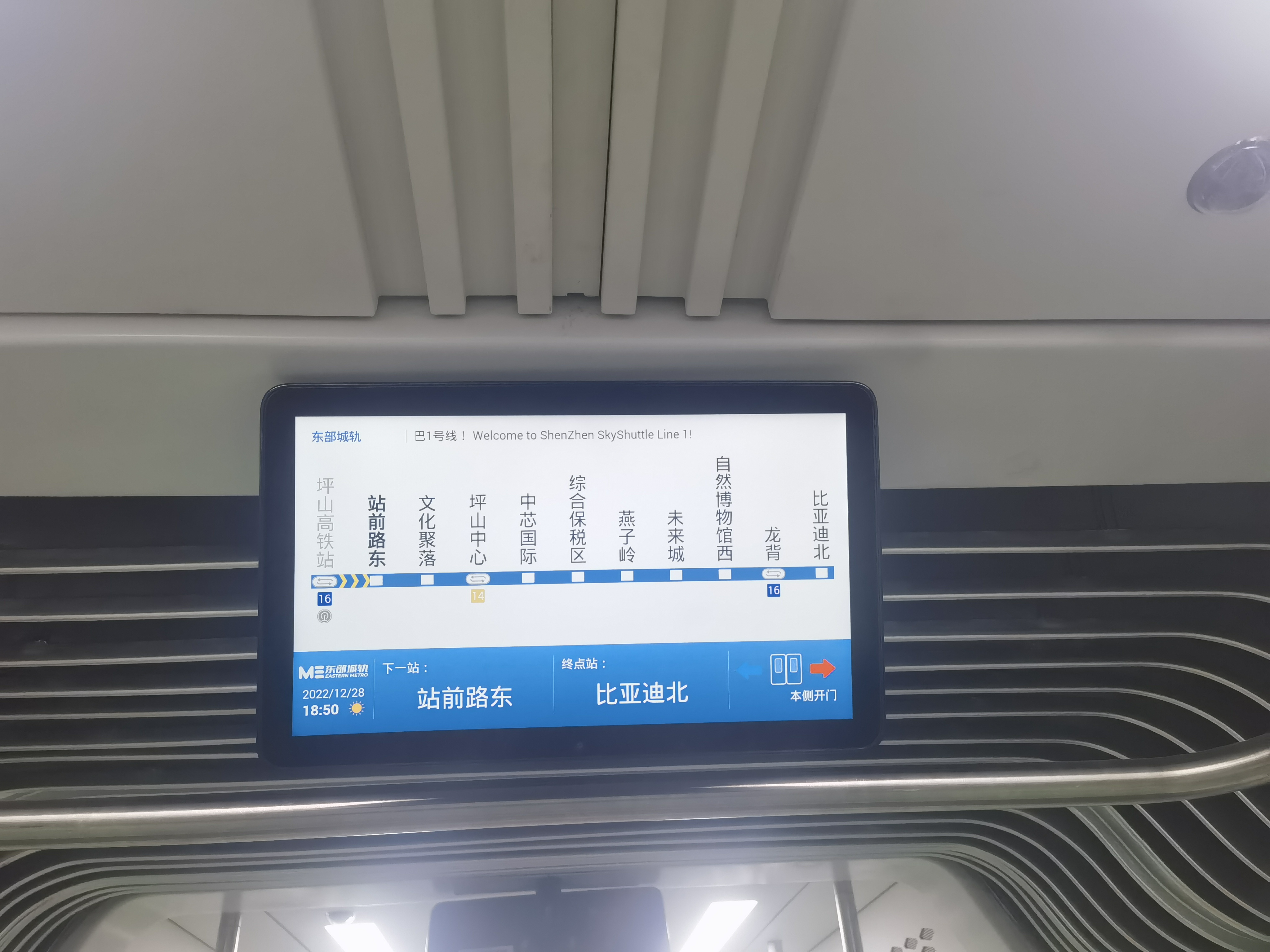
云巴报站屏
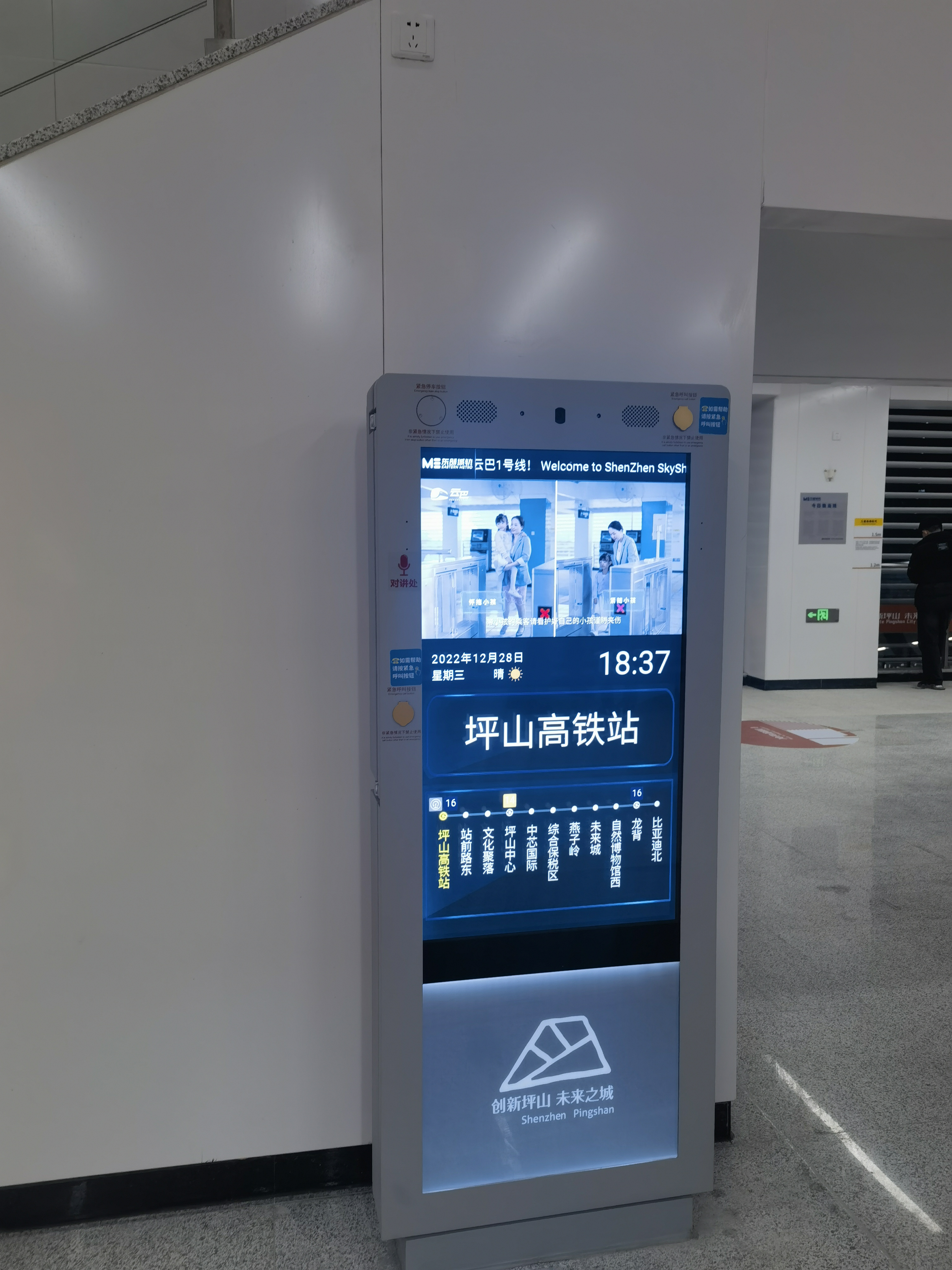
路线信息牌
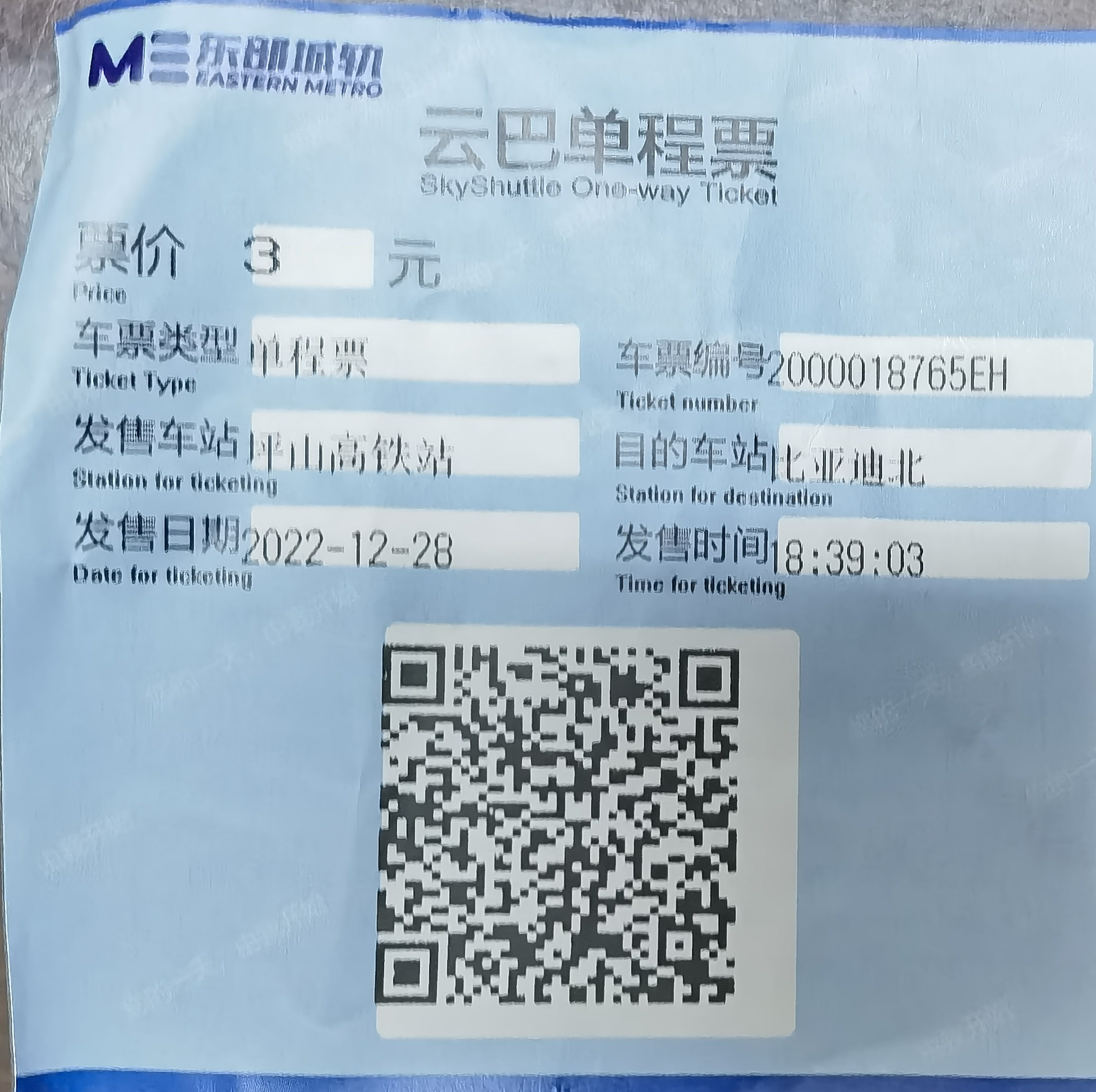
紙质车票